# MXD1
La proteína 1 de dimerización MAX (MXD1) es una proteína codificada en humanos por el gen MXD1.
La proteína MXD1 pertenece a la familia de proteínas de interacción MAX. Esta proteína compite con Myc para unirse a la proteína MAX y formar un complejo de unión a ADN específico de secuencia, que actúa como un represor transcripcional (mientras que Myc se une y actúa como activador) y es candidato a ser un supresor tumoral.

## Interacciones
La proteína MXD1 ha demostrado ser capaz de interaccionar con:
- HDAC2[3][4]
- SMC3[5]
- MLX[6][7]
- SIN3A[8][9][10]
- MAX[11][12][5][13]